# 辽宁省农业农村厅
辽宁省农业农村厅是中华人民共和国辽宁省人民政府负责农村经济工作的组成部门。挂辽宁省粮食局牌子。

## 内设机构
- 办公室
- 人事处
- 产业政策与法规处
- 农村经济体制与经营管理处
- 市场与经济信息处
- 农产品加工局
- 发展计划处
- 财务处
- 外事外经处
- 科技教育处（外来物种管理办公室）
- 种植业管理处
- 农业机械化管理处
- 农产品质量安全监管局
- 粮政处
- 粮食调控处
- 粮食储备处
- 粮食流通监督检查处
- 粮食行业发展处
- 军粮供应管理处
- 扶贫调研处
- 扶贫开发处
- 扶贫资金监管处
- 农村经济综合处（综合协调处）
- 政策指导处
- 县域经济工作处
- 信访处[1]

## 直属事业机构
- 辽宁省农村合作经济经营管理总站
- 辽宁省农村能源办公室
- 辽宁省农机安全监理总站
- 辽宁省农村经济委员会信息中心
- 辽宁省种子管理局
- 辽宁省农业技术推广总站
- 辽宁省农业机械化技术推广总站
- 辽宁省果蚕管理总站
- 辽宁省植物保护站
- 辽宁省土壤肥料总站
- 辽宁省农业环境保护监测站
- 辽宁省农产品质量安全中心（绿色食品发展中心）
- 辽宁省扶贫开发服务中心
- 辽宁省农机质量监督管理站
- 辽宁省农业机械化扶持发展中心
- 辽宁省农业广播电视学校（省农民科技教育培训中心）
- 辽宁省农业博物馆（省农业技术学校）
- 辽宁省农业对外经济技术合作中心
- 辽宁省农业工程研究设计院
- 辽宁省农业机械化研究所
- 辽宁省粮食科学研究所
- 辽宁省粮油检验监测所
- 辽宁农业职业技术学院
- 辽宁职业学院（省农业机械化学校）
- 辽宁省农业经济学校
- 辽宁省机电工程学校
- 辽宁省名特优农产品推广中心
- 辽宁省金城原种场
- 辽宁省农村经济委员会后勤服务中心
- 辽宁省粮食局机关后勤服务中心
- 辽宁省粮食局大连办事处
- 大连粮油批发交易市场